# Lista över insjöar i Vadstena kommun
Detta är en lista över sjöar i Vadstena kommun baserad på sjöns utloppskoordinat. Om någon sjö saknas, kontrollera grannkommunens lista eller kategorin Insjöar i Vadstena kommun.

## Lista
| Namn   | Koordinat                                     | Sjöid         | VYID          | Yta (km²) | Strandlinje (km) | Höjd (m) | Maxdjup (m) | Volym (m³) | HARO  | Natura 2000 |
| ------ | --------------------------------------------- | ------------- | ------------- | --------- | ---------------- | -------- | ----------- | ---------- | ----- | ----------- |
| Tåkern | 58°21′05″N 14°48′36″Ö / 58.35138°N 14.80999°Ö | 647411-144338 | 647022-144173 | 44        | 44,3             | 93       | 1,9         | 29 124 000 | 67000 | Tåkern      |